# Прикольна казка
«Прикольна казка» робочі назви «Біжи, принцесо, біжи!», «Як Милана Долю шукала», «Іграшки злої Долі» — перший український музичний художній фільм-казка для сімейного перегляду, знятий за підтримки Державної служби кінематографії України та Міністерства культури Естонії, режисером Романом Ширманом.
Прем'єра в Україні 29 лютого 2008 року в Культурному центрі «Кінотеатр „Київ“», у всеукраїнський прокат фільм вийшов 4 грудня 2008 року.

## Сюжет
«Прикольна казка» — це варіація на тему Ромео та Джульєтти, але зі щасливим кінцем. Поряд стоять два королівства: Нещасливе та Військове. Військове королівство шукає нагоди знищити Нещасливе. Принцеса Нещасливого королівства закохується у принца Військового — сина Військового міністра, бо той не цікавиться військом, а гарно співає.
Королева Нещасливого королівства викликає ворожку (насправді агентку Військового королівства, що прагне захопити владу), щоб дізнатися в чому причина нещасть. Ворожка каже, що якась людина в королівстві притягує все погане. Король зізнається, що знає цю людину — це його дочка. Тож дочка вирішує втекти з замку і їй потай допомагає Доля в подобі дівчинки.
Дорогою принцесу схоплюють солдати Військово королівства. Проте вона лякає солдатів вигаданою історією про всілякі небезпеки навколо. Їй вдається продовжити шлях і потрапити в замок, де вона підслуховує урок для дітей: що Військове королівство нібито оточують самі вурдалаки, дикуни та маніяки. Військовий міністр оголошує принцесу терористкою і всіляко віднаджує свого принца від знайомства з нею. Принц засмучений, що ніде немає для нього пари (головним у королівстві вважається не краса чи розум нареченої, а розмір особистої армії), тому вирішує побачити принцесу Нещасливого королівства.
Король Нещасливого королівства тим часом розшукує свою доньку. Вона зустрічає ворожку, яка бреше, що принцеса образила свою Долю. Ворожка показує де розшукати Долю — в морі, та обманом змушує дівчину взяти в рюкзак вибухівку, щоб убити міністра. Принцеса вирушає в море та стикається з Військовим міністром, який інспектував кордони. Стається вибух, але зарано. Міністр витягає принцесу з води, а ворожку кидає до в'язниці. Принц, шукаючи принцесу, натрапляє на її плащ і наказує солдатам довідатися де його власниця.
Принцеса зустрічається з принцем у замку і той розуміє, що мріяв про цю зустріч. Зненацька Військовий міністр впізнає в ній «терористку» та командує схопити. Доля плутає переслідувачам шлях, щоб принцеса знову зустрілася з принцем. Вони усвідомлюють, що кохають одне одного, і Військовий міністр відмовляється від своїх планів. Заготована як пастка вибухівка підривається навколо, стаючи феєрверком.
Згодом принц і принцеса одружуються, королівства миряться. Доля дивиться молодятам услід, а повз проходять Долі інших персонажів.

## У ролях
- Владислав Троїцький — Король Нещасливого королівства
- Олена Алимова — Принцеса Нещасливого королівства
- Георгій Делієв — Військовий міністр
- Борис Барський — Заступник військового міністра
- Оксана Малашенкова — Чаклунка/ворожка
- Олена Козир — Дівчинка-Доля
- Денис Роднянський — принц Військового королівства
- Мерле Пальмісте — Королева Нещасливого королівства

## Знімальна група
- Режисер-постановник: Роман Ширман
- Композитор: Мілош Єліч
- Оператор-постановник: Едуард Тімлін
- Монтаж: Роман Ширман
- Художник-постановник: Лариса Жилко
- Художник по костюмах: Сергій Тодосієнко
- Художник-гример: Алла Чуря
- Звукооператор: Євген Петрусенко
- Режисер анімації: Анатолій Лавренішин
- Виконавчий продюсер: Володимир Козир
- Копродюсери: Маріанна Каат, Пеетер Урбла
- Генеральний продюсер: Олена Фетісова

## Технічні характеристики
- Звук: Dolby Digital
- KODAK 35 мм

## Музика
Композитор фільму Мілош Єліч є клавішником «Океану Ельзи». У цьому фільмі прозвучали такі фрагменти пісень гурту, як «Холодно», «Susy» та «Там, де нас нема».

## Нагороди
- На Міжнародному дитячому кінофестивалі «Артек», який тривав від 3 до 10 липня 2008, фільм «Прикольна казка» Велике дитяче журі визнало переможцем у двох номінаціях: «Найзахоплюючіший фільм» і «Найкраща дівчинка-акторка» (Олена Козир — виконавиця ролі Дівчинки-долі).
- Спеціальний диплом «За яскравість і професіоналізм в жанровому кіно» Міжнародного кінофестивалю продюсерського кіно «КІНО-ЯЛТА», який проходив від 2 до 6 вересня 2008 року.
- Спеціальний приз IV Севастопольського Міжнародного кінофестиваля, який тривав від 18 до 22 липня 2008 року.
- Спеціальний приз «Фенікс Айленд» Х Міжнародного кінофестивалю дитячих фільмів у Китаї.
- Головний приз X Балканського фестивалю фільмів і телевізійних програм для дітей та юнацтва «Арт-Амфора».

## Цікавинки
- Фільм знімали у середньовічних замках та заповідниках Балтійського узбережжя Естонії.
- У «Прикольній казці» використали прийоми колажу та тривимірної анімації.
- У фільмі Королева дивиться по телебаченню Святослава Вакарчука.
- «Все буде добре і прикольно…» — рекламний слоган фільму.
- Для кінопрокату було виготовлено 26 фільмокопій.